# Zwarte rupsvogel
De zwarte rupsvogel (Edolisoma melas synoniem: Coracina melas) is een vogel uit de familie van de rupsvogels. Het is een endemische vogel op Nieuw-Guinea.

## Kenmerken
De zwarte rupsvogel is 23 cm. Deze rupsvogel is niet grijs zoals de meeste soorten, maar het mannetje is helemaal zwart en lijkt daardoor op de glansvlekdrongo (maar dan zonder gevorkte staart). Het vrouwtje is roodbruin gekleurd, van onderen wat lichter en met een vage lichte wenkbrauwstreep. Een onvolwassen mannetje is gevlekt, afwisselend roodbruin met zwart.

## Verspreiding en leefgebied
De zwarte rupsvogel komt voor op het hele hoofdeiland Nieuw-Guinea en omliggende eilanden. Het is een bosvogel die vaak met andere zangvogels zoals drongo's en pitohuis rondtrekt in de boomkronen van bossen in het laagland en heuvelland tot 750 m (soms tot 1200 m) boven de zeespiegel. De soort telt vier ondersoorten:
- E. m. waigeuense: Waigeo.
- E. m. tommasonis: Japen.
- E. m. melas: Nieuw-Guinea, Salawati en de Aru-eilanden.
- E. m. batantae: Batanta.

## Status
De zwarte rupsvogel heeft een groot verspreidingsgebied en daardoor is de kans op uitsterven gering. De grootte van de populatie is niet gekwantificeerd. In laagland is het een algemeen voorkomende vogel, in heuvelland eerder schaars. Er is geen aanleiding te veronderstellen dat de soort in aantal achteruit gaat. Om deze redenen staat deze rupsvogel als niet bedreigd op de Rode Lijst van de IUCN.